# Чатрња (Градишка)
Чатрња је насељено мјесто на подручју града Градишка, Република Српска, БиХ. Према попису становништва из 1991. у насељу је живјело 768 становника.

## Географија
Село Чатрња се налази западно од Градишке на путном правцу према Козарској Дубици. На западу је граница са селом Врбашка ријека Јабланица, док на сјеверу Чатрња излази на још једну ријеку-Саву.

## Саобраћај
У насељу су 30. новембра 2011. председник Републике Српске Милорад Додик и председник Републике Србије Борис Тадић заједно отворили дионицу ауто-пута Градишка — Бања Лука од Чатрње до Маховљана.

## Становништво
| Националност       | 1991. | 1981. | 1971. | 1961. |
| Срби               | 329   | 268   | 323   | 362   |
| Муслимани          | 271   | 300   | 235   | 124   |
| Хрвати             | 89    | 114   | 110   | 97    |
| Југословени        | 43    | 89    | 1     |       |
| Црногорци          |       |       | 2     |       |
| Словенци           |       |       | 1     |       |
| Мађари             |       |       | 1     | 1     |
| остали и непознато | 36    | 22    | 41    | 51    |
| Укупно             | 768   | 793   | 714   | 635   |

| Демографија- | Демографија- | Демографија- |
| Година       | Становника   | Становника   |
| ------------ | ------------ | ------------ |
| 1948.        | 2.291        |              |
| 1953.        | 0            |              |
| 1961.        | 635          |              |
| 1971.        | 714          |              |
| 1981.        | 793          |              |
| 1991.        | 769          |              |